# Nguyễn Ngọc Loan
Nguyễn Ngọc Loan, (Huế, 11. prosinca 1930. ili 1931. – Burke, Virginia, predgrađe Washingtona, D.C., 14. srpnja 1998.), bio je pripadnik vijetnamske vojske. Obnašao je funkciju šefa policije Južnog Vijetnama u periodu od 1965. do 1975. godine.
Tijekom Vijetnamskog rata, drugog dana Têt ofenzive, 1. veljače 1968. godine, Nguyễn je na ulici u Saigonu, ustrijelio zatočenika FNL-a, Nguyễna Văn Léma. Ovaj događaj je fotografirao američki fotograf Eddie Adams i snimio kamerman NBC-a Vo Suu.
Prema Adamsu, Loan je došao do njega poslije smaknuća i rekao: "Oni su ubili brojne pripadnike moga naroda, i tvoga također". Fotografija i film su ubrzo diljem svijeta izazvali negativne reakcije na rat u Vijetnamu. Adams je 1968. godine nagrađen Pulitzerovom nagradom za svoju fotografiju.
Na kraju Vijetnamskog rata 1975. godine, Nguyễn je emigrirao u Virginiju gdje je otvorio restoran gdje je radio sve do 1991. godine, kada ga zatvara jer je njegov identitet bio otkriven.
Umro je 1998. godine.

## Vanjske poveznice
- Nguyễn Ngọc Loan